# Steven Berlin Johnson
Steven Berlin Johnson (né le 6 juin 1968) est un éditorialiste et écrivain américain de vulgarisation. Il est également professeur de journalisme à l'Université de New York.

## Études et carrière
Steven Johnson est titulaire d'un Bachelor of Arts en sémiologie, obtenu en 1990 à l'université Brown et d'un Master of Arts en anglais de l'université Columbia en 1991. Il travaille ensuite comme éditorialiste pour divers magazines comme Discover Magazine, Slate, et Wired. Il est cofondateur du webzine Feed Magazine, en 1995, et du site Plastic.com qui a reçu un Webby Awards. Il a été distinguished writer in residence de l'Université de New York avant d'y devenir professeur de journalisme. 
Il est l'auteur du best seller, Everything Bad is Good for You:  How Today's Popular Culture Is Actually Making Us Smarter (2005), qui soutient que lors des trois dernières décennies, les artefacts de la culture populaire (comme les émissions dramatiques et les jeux vidéo) sont de plus en plus complexes et contribuent à favoriser les compétences de réflexion d'un niveau supérieur. En 2008, il publie The Invention of Air, qui raconte la vie et les découvertes du théologien et chimiste britannique Joseph Priestley au sein d'un monde en plein bouleversements, révolutions française et américaine.

## Vie privée
Steven Johnson vit à Brooklyn, il est marié et père de trois fils.

## Œuvres
- Interface Culture: How New Technology Transforms the Way We Create and Communicate (1997)
- Emergence: The Connected Lives of Ants, Brains, Cities, and Software (2001)
- Mind Wide Open: Your Brain and the Neuroscience of Everyday Life (2004)
- Everything Bad Is Good for You: How Today's Popular Culture Is Actually Making Us Smarter (2005)
- The Ghost Map: The Story of London's Most Terrifying Epidemic—and How it Changed Science, Cities and the Modern World (2006)
- The Invention of Air: A Story of Science, Faith, Revolution, and the Birth of America (2008)